# Сиберија, Хорхе Паласиос (Каборка)
Сиберија, Хорхе Паласиос (шп. Siberia, Jorge Palacios) насеље је у Мексику у савезној држави Сонора у општини Каборка. Насеље се налази на надморској висини од 67 м.

## Становништво
Према подацима из 2010. године у насељу је живело 7 становника.

### Хронологија
| Година       | 2000         | 2005        | 2010 |
| ------------ | ------------ | ----------- | ---- |
| Становништво | 31 (21 / 10) | 15 (12 / 3) | 7    |

### Попис
| # | Индикатор                     | Вредност |
| - | ----------------------------- | -------- |
| 1 | Укупно домаћинстава           | 9        |
| 2 | Укупно насељених домаћинстава | 2        |
| 3 | Величина локације             | 1        |